# Крест Фридриха (Ангальт)
Крест Фридриха (нем. Friedrich-Kreuz) — военная награда времен Первой мировой войны. Крест был учреждён 12 декабря 1914 года герцогом Ангальта Фридрихом II, как аналог прусского Железного креста. Крест изготавливался из темной бронзы.
Существует три версии Креста Фридриха:
- Бронзовый крест на зеленой ленте с красной каймой для участников боевых действий.
- Бронзовый крест на зеленой ленте с белой каймой для некомбатантов.
- Крест в виде броши (по-немецки "steckkreuz"), который носили без ленты.

Орден был упразднен в 1918 году из-за упразднения Герцогства Ангальт.

## Описание
Крест имел 2 класса:
- Крест Фридриха 2-го класса (Friedrich-Kreuz II. Klasse)
- Крест Фридриха 1-го класса (Friedrich-Kreuz I. Klasse)

Знак — крест из темной бронзы, в центре которого находится медальон с монограммой в виде буквы F (Friedrich). Медальон окружён дубовым венком. На верхнем конце креста — изображение герцогской короны, на нижнем — дата «1914». Обратная сторона креста — гладкая, на медальоне — надпись «FÜR VERDIENST IM KRIEGE» («За заслуги на войне»).
Крест 1-го класса носился на левой стороне груди без ленты, крест 2-го класса — на ленте на левой стороне груди.
Для награждения военных использовалась лента зелёная в двумя красными полосками по краям, для награждения гражданских лиц — зелёная с двумя белыми полосками по краям.